# Taming Wild Animals
Taming Wild Animals est un film muet américain réalisé par Francis Boggs et sorti en 1910.

## Fiche technique
- Titre : Taming Wild Animals
- Réalisation : Francis Boggs
- Production : William Selig
- Genre : Film dramatique, Film d'aventure, Film d'action
- Dates de sortie : 
  -  États-Unis : 1910

## Distribution
- Tom Mix
- Kathlyn Williams